# Коста Алексић
Коста Алексић (Нови Сад, 9. марта 1998) српски је фудбалер. Син је Љубише Алексића, такође некадашњег фудбалера.

## Каријера

### Чукарички
Након реализације трансфера из Бечеја, Алексић је припреме за такмичарску 2018/19. у Суперлиги Србије почео са екипом Чукаричког. За свој нови клуб дебитовао је код тренера Сима Крунића, у осмом колу тог такмичења, 16. септембра 2018, ушавши у игру уместо Асмира Кајевића пред крај сусрета са Вождовцем на крову Тржног центра. Десет дана касније, Алексић је одиграо свих 90 минута против екипе Младости из Бачког Јарка у оквиру шеснаестине финала Купа Србије, након чега је његов тим изборио пласман у следеће коло, резултатом 0:2. До краја календарске 2018, Алексић је за Чукарички уписао још три наступа, против Динама из Врања, Радника у Сурдулици, односно шабачке Мачве, а сва три пута у игру је улазио са клупе. Он је, потом, у зимском прелазном року привремено напустио клуб, док се лета 2019. поново вратио међу првотимце.
Ту је касније прошао комплетан припремни период код новог шефа стручког штаба, Александра Веселиновића, а затим је лиценциран за квалификациони циклус утакмица за Лигу Европе. У првом двомечу против јерменског клуба, Бананатса из Јеревана, Коста Алексић је био на клупи за резервне фудбалере на оба сусрета. Такође, на отварању нове сезоне у Суперлиги Србије, против крушеваког Напретка, Алексић је такође остао на клупи. На обе утакмице другог кола квалификација, против норвешког представника, Молдеа, Алексић је прилику да наступи добијао у другом полувремену. На тим сусретима није остварио конкретан учинак, док је његов тим елиминисан из даљег такмичења, укупним резултатом 3:1, колико је Чукарички изгубио у реваншу на свом терену на Бановом брду. На првом сусрету није било погодака.
Док је у лигашком делу сезоне најчешће улазио у игру са клупе за резервне фудбалере, Алексић се по први пут нашао међу стартерима на сусрету шеснаестине финала Купа Србије, када је Чукарички елиминисао Жарково, резултатом 3 : 1 и пласирао се у наредну фазу такмичења.

## Репрезентација
Алексић је у јануару 2021. добио позив за учешће на турнеји репрезентације Србије, састављене претежно од фудбалера из домаће Суперлиге. Иако није био међу играчима на првобитном списку вршиоца дужности селектора, Илије Столице, накнадно је уврштен је на накнадни списак путника после повреда Филипа Стевановића и Михајла Иванчевића. Дебитовао је истог месеца на пријатељском сусрету са Доминиканском Републиком у Санто Домингу, ушавши у игру уместо Миљана Вукадиновића у 71. минуту. Наступио је и неколико дана касније, против Панаме када је на терену заменио Ненада Лукића у 72. минуту сусрета.

## Статистика

### Клупска
Ажурирано 31. јануара 2021.
| Клуб              | Сезона               | Лига                   | Лига    | Лига   | Национални куп | Национални куп | Европа  | Европа | Остало  | Остало | Укупно  | Укупно |
| Клуб              | Сезона               | Дивизија               | Наступа | Голова | Наступа        | Голова         | Наступа | Голова | Наступа | Голова | Наступа | Голова |
| ----------------- | -------------------- | ---------------------- | ------- | ------ | -------------- | -------------- | ------- | ------ | ------- | ------ | ------- | ------ |
|                   |                      |                        |         |        |                |                |         |        |         |        |         |        |
| Бечеј             | 2016/17.             | Војвођанска лига Север | 15      | 7      | —              | —              | —       | —      | 3       | 1      | 18      | 8      |
| Бечеј             | 2017/18.             | Српска лига Војводина  | 29      | 10     | —              | —              | —       | —      | 3       | 1      | 32      | 11     |
| Бечеј             | 2018/19. (позајмица) | Прва лига Србије       | 13      | 2      | —              | —              | —       | —      | —       | —      | 13      | 2      |
| Бечеј             | Укупно               | Укупно                 | 57      | 19     | —              | —              | —       | —      | 6       | 2      | 63      | 21     |
|                   |                      |                        |         |        |                |                |         |        |         |        |         |        |
| Чукарички         | 2018/19.             | Суперлига Србије       | 4       | 0      | 1              | 0              | —       | —      | —       | —      | 5       | 0      |
| Чукарички         | 2019/20.             | Суперлига Србије       | 9       | 0      | 2              | 0              | 2       | 0      | —       | —      | 13      | 0      |
| Чукарички         | Укупно               | Укупно                 | 13      | 0      | 3              | 0              | 2       | 0      | —       | —      | 18      | 0      |
|                   |                      |                        |         |        |                |                |         |        |         |        |         |        |
| Напредак Крушевац | 2019/20. (позајмица) | Суперлига Србије       | 5       | 0      | —              | —              | —       | —      | —       | —      | 5       | 0      |
|                   |                      |                        |         |        |                |                |         |        |         |        |         |        |
| Инђија            | 2020/21.             | Суперлига Србије       | 19      | 1      | 1              | 1              | —       | —      | —       | —      | 20      | 2      |
|                   |                      |                        |         |        |                |                |         |        |         |        |         |        |
| Каријера          | Каријера             | Каријера               | 94      | 20     | 4              | 1              | 2       | 0      | 6       | 2      | 106     | 23     |
|                   |                      |                        |         |        |                |                |         |        |         |        |         |        |

### Репрезентативна
Ажурирано 31. јануара 2021.
| Србија | Србија  | Србија |
| Године | Наступа | Голова |
| ------ | ------- | ------ |
| 2021.  | 2       | 0      |
| Укупно | 2       | 0      |

## Трофеји и награде
Бечеј
- Војвођанска лига Северː 2016/17.[31]
- Српска лига Војводина: 2017/18.[45]